# Limfokela
Limfokela je jedna od mogućih komplikacija u hirurgiji, koja nastaje zbog akumulacija limfne tečnosti u obliku ciste. Nastaje u području na kome je obavljena operacija — nakon pazušne disekcije, mastektomije ili limfadenektomije obavljene tokom lečenja raka prostate ili mokraćne bešike i transplantacije (na mestu gde je izvršena transplanatcija organa), npr. bubrega. Najčešće se otkrivaju unutar šest nedelja od operacije, ali se mogu pronaći i do osam godina nakon transplantacije organa. Spontani razvoj hidrokele je retkost.
Dijagnostikuju se rutinskim ultrasonografijom. S obzirom da velika većina ne uzrokuje smetnje (asimptomatski oblik) njihovo lečenje nije potrebno, jer se proces spontano resorbuje, i samo kod pacijenta treba pratiti dalji tok bolesti. 
Lečenje simptomatskih limfokela trebalo bi započeti perkutanom, ultrazvučnom vođenom drenažom uz injektiranje sklerozansa u šupljinu limfokele. Laparoskopska fenestracija je alternativa perkutanoj drenaži, pogotovo kod postdrenažnih recidiva i kada lokalizacija limfokele potencijalno može dovesti do stvaranje komunikacije između limfokele i peritonealne šupljine.

## Epidemiologija
Njihova učestalost na globalnom nivou kreće se od 0,6 do 26%.
Učestalost limfokele nakon transplantacije bubrega kreće se 1-20%, a po nekim studijama i više..

## Limfokel nakon transplantacije bubrega
Nakon transplantacije bubreg u limfokeli limfna tečnost najčešće potiče iz organizma primaoca ali može poticati i iz limfnih struktura grafta ili sa njegove površine.
Ostali uzroci mogu biti:
- odbacivanje grafta
- imunisupresija
- gojaznost bolesnika
- primena heparina

## Klinička slika
Kako je limfokela pretežno asimptomatska bolest, ona ne uzrokuje postoperativni bol, mađutim, kod simptomatskih limfokela, dosta retko, pacijenti se mogu žaliti na osećaj pritiska u području operisanog dela.

## Dijagnoza
Postavlja se najčešće ultrasonografijom. 
Ako je dijagnoza ultrasonografijom nejasna ili u pripremi za operativni zahvat može se primeniti komjutericovana tomografije (CT).

## Tarapija
Terapijske mogućnosti u lečenju limfokela uključuju: perkutanu drenažu, ubrizgavanje sklerozirajućeg sredstva, otvorenu hiruršku peritonealnu marsupijalizaciju ili u novije vreme laparoskopsku fenestraciju. Dana se u hirurgiji sve više koristi, kao metoda izbora, laparoskopska marsupijalizacija limfokele.
Perkutana drenaža limfokele i skleroterapija
Perkutana drenaža je jednostavna, sigurna i relativno jeftina metoda koja se, u slučaju potrebe, može više puta ponavljati. Izvodi se tako što se u lokalnoj anesteziji iglom prodre u šupljinu limfokeli i potom špricem, isprazni njen sadržaj.
Drugi način je punkcija, tokom koje se pod lokalnom anestezijom u limfokelu ubaci set cevi, kroz koje limfa izlazi, a zatim se u ispražnjenu šupljine ušpricava sklrozirajuće sredstvo.
Stopa recidiva kreće se od 33% kod samostalne drenaže, i smanjuje se korištenjem sklerozirajućeg sredstva na 5,5—25% slučajeva.
Iako je perkutana drenaža relativno jednostavan i siguran postupak, u literaturi su opisani slučajevi gubitka presađenog organa nakon skleroterapije limfokele primenom sirćetne kiseline zbog razvoja tromboze arterije i vene transplantiranog organa.
Otvorena transperitonealna marsupijalizacija limfokele
Ova hirurška tehnika, ima za cilj stvaranje adekvatnog peritonealnog „prozora“ kroz koji će se limfa drenirati iz limfokele u peritonealnu šupljinu (i zasnovana je na velikoj površini i sposobnosti apsorpcije).
Iako se ova metoda smatra idealnom za definitivno rešenje promene bez komplikacija, kod nje postoji stopa recidiva koja se kreće od 10% do 20%,  a povezana je i sa značajnim posleoperativnim morbiditetom.
Laparoskopska marsupijalizacija limfokele
Ova metoda je postala alternativa otvorenoj metodi, zbog toga što smanjuje morbiditet a daje podjednako dobre rezultatate. 
Limfokeli koje su locirane lateralno i iza presđenog organa su teško dostupne ovim pristupom, a jedna od relativnih kontraindikacija je raniji višestruki intraabdominalni hirurški zahvat što otežava sigurno uvođenje troakara.
Laparoskopska marsupijalizacija limfocele ima — stopu recidiva od 13%, u 6% bolesnika dolazi do povrede drugih organa, a u 6% bolesnika se mora obaviti otvorena konverzija.
Prilikom laparoskopske fenestracije limfokele, identifikacija mesta za inciziju zida limfokele je izuzetno bitna za dobar uspeh intervencije.

## Spoljašnje veze
|  | Molimo Vas, obratite pažnju na važno upozorenje u vezi sa temama iz oblasti medicine (zdravlja). |